# Mk 19 (гранатомет)

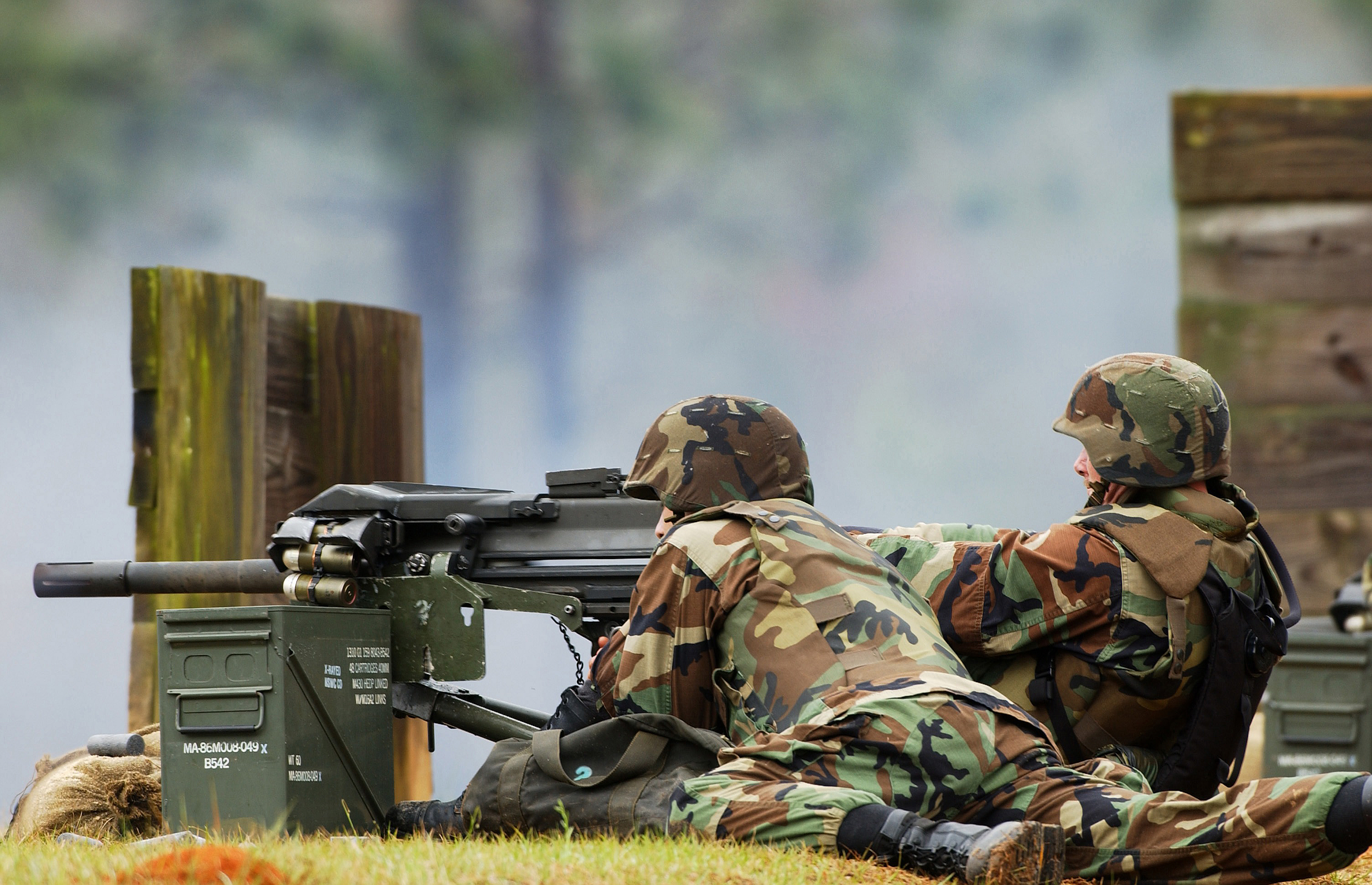
Mk 19

Mk 19 (англ. Mark 19) — американський автоматичний станковий гранатомет зі стрічковим живленням.
Лабораторія озброєнь ВМС США (англ. US Naval Ordnance Station Louisville) створила зразок автоматичного гранатомета під боєприпаси 40 × 53 мм у 1967 році. Влітку 1968 року перші серійні гранатомети почали надходити на озброєння американської армії.
З 1981 по 2000 роки в США було випущено понад 25 000 гранатометів Mk 19 Mod 3.

## Країни-користувачі
- Австралія
- Аргентина
- Бангладеш
- Греція
- Єгипет
- Джибуті
- Ізраїль
- Ірак — 12 листопада 2014 Ірак звернувся до США з проханням надати додаткову кількість озброєння та військової техніки; 19 грудня 2014 США прийнято рішення надати Іраку 1000 шт. гранатометів Mk.19 за програмою військової допомоги FMS[1]
- Іран
- Іспанія
- Ліван
- Малайзія
- Мексика
- Пакистан
- Польща
- Республіка Китай
- Таїланд
- Туреччина — виробляють за ліцензією компанією MKEK під найменуванням 40 mm OTOMATİK BOMBAATAR[2]
- Україна — декілька сотень[3][4]
- Філіппіни
- Швеція — прийнятий на озброєння 1993 року під найменуванням Grksp 40 mm[5]

## Галерея

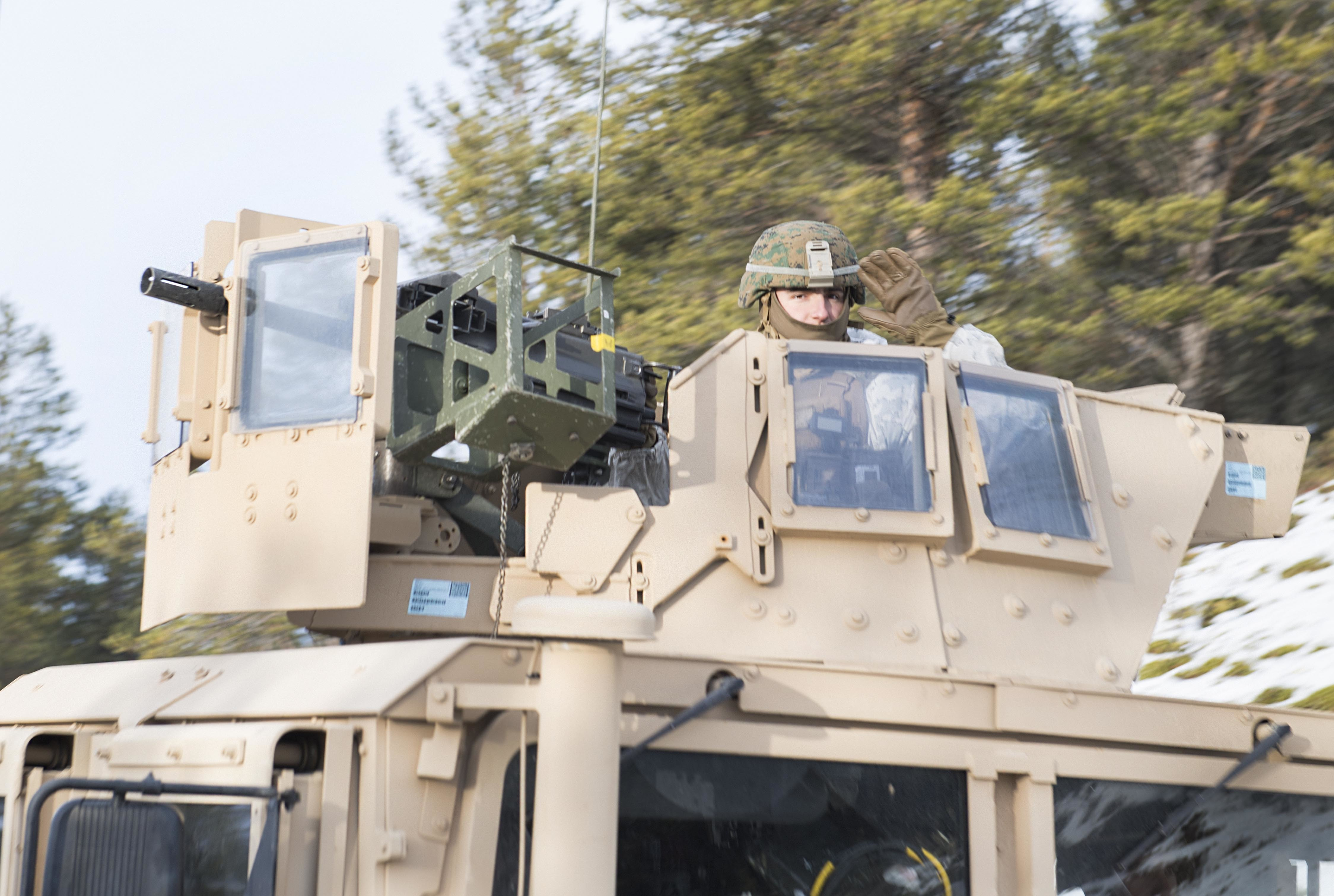
В баштовій установці
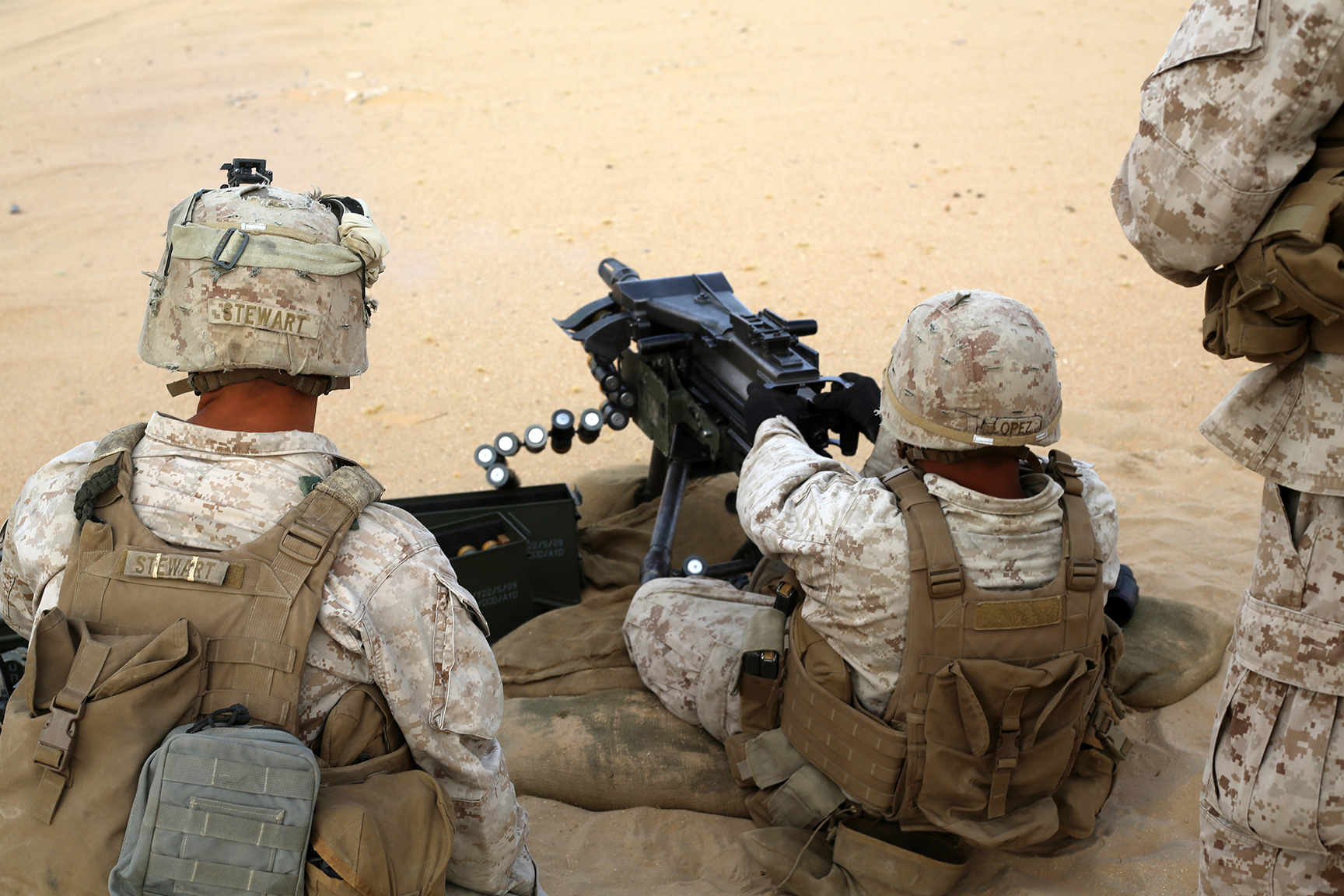
Ведення вогню мексиканськими солдатами
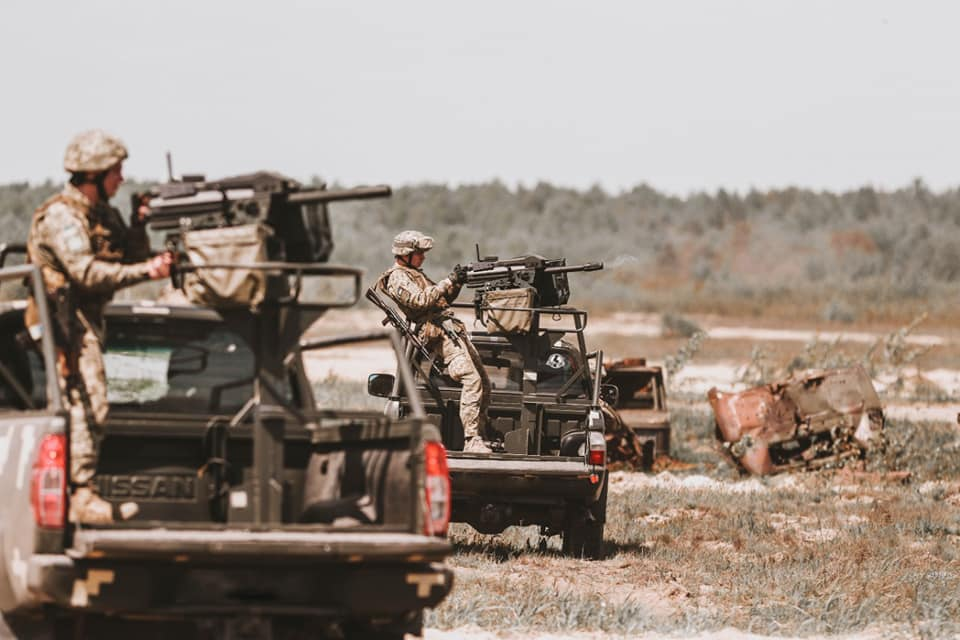
Пікапи ЗСУ з Mk 19, 2022 рік